# Canton de La Roquebrussanne
Le canton de La Roquebrussanne est une division administrative française située dans le département du Var et la région Provence-Alpes-Côte d’Azur.

## Géographie
Ce canton est organisé autour de La Roquebrussanne dans l’arrondissement de Brignoles. Son altitude varie de 178 mètres (Méounes-lès-Montrieux) à 1 055 mètres (Mazaugues) pour une altitude moyenne de 347 mètres.

## Représentation

### Conseillers généraux de 1833 à 2015
| Période         | Période      | Identité                                                | Étiquette                       | Qualité |
| --------------- | ------------ | ------------------------------------------------------- | ------------------------------- | --- |
| 1833            | 1842         | François Xavier Emile de Barrel de Pontevès (1782-1849) |                                 | Propriétaire Maire de Forcalqueiret Député en 1834                                                                    |
| 1842            | 1848         | François Levicaire (1797-1874)                          |                                 | Médecin, chirurgien en chef de la Marine Directeur des services de la santé au port de Toulon                         |
| 1848            | 1852         | Louis Joseph Hilarion Martin (1812-1856)                |                                 | Notaire à La Roquebrussanne                                                                                           |
| 1852            | 1865         | Jules Paris Baron de Portalis (1822-1865)               | Majorité dynastique             | Député (1852-1863) Percepteur-receveur à Paris                                                                        |
| 1865            | 1870         | Pons Peyruc (1813-1893)                                 | Centre droit                    | Ingénieur civil, directeur d'usines à Toulon Député (1868-1870), conseiller d'arrondissement du canton de Toulon-Est  |
| 1870            | 1883         | Guillaume-Antoine Granet Père (1809-1888)               | Républicain                     | Propriétaire à Garéoult                                                                                               |
| 1883            | 1885 (décès) | Edmond Bœuf (1847-1885)                                 | Républicain                     | Propriétaire - Maire de Sainte-Anastasie-sur-Issole                                                                   |
| 1885            | 1892 (décès) | Louis Dieudonné Béguin (1824-1892)                      | Républicain                     | Médecin principal de la Marine en retraite à La Roquebrussanne                                                        |
| 1892            | 1907         | Louis-Marie Trotobas                                    | Rad.                            | Médecin de marine démissionnaire Docteur en médecine à Garéoult                                                       |
| 1907            | 1913         | Victor Reymonenq                                        | Rad.                            | Exploitant agricole Conseiller municipal de Toulon Maire de La Roquebrussanne Sénateur (1909-1919) Député (1919-1924) |
| 1913            | 1937         | Etienne Gueit                                           | SFIO puis USR                   | Cultivateur Maire de Garéoult                                                                                         |
| 1937            | 1940         | Louis Cauvin (1887-1956)                                | SFIO                            | Médecin Maire de La Roquebrussanne                                                                                    |
| 1945            | 1956 (décès) | Louis Cauvin                                            | SFIO                            | Médecin Maire de La Roquebrussanne Président du Conseil Général (1946-1956)                                           |
| 27 janvier 1957 | 1964         | Louis Fille                                             | DVD (Paysan-Union républicaine) | Viticulteur à Méounes                                                                                                 |
| 1964            | 1994         | Paul Émeric (1914-2003)                                 | SFIO puis PS puis DVG           | Ingénieur, député suppléant, maire de Garéoult (1959-1991), ancien résistant                                          |
| 1994            | 2008         | Gérard Fabre                                            | UDF-PR puis UMP                 | Cadre de la fonction publique, maire de Garéoult depuis 2005                                                          |
| 2008            | 2015         | André Guiol                                             | PS                              | Chef du Bureau d’études et des Stations d’essais – Chef du Bureau Maîtrise des Risques Maire de Néoules               |

### Conseillers d'arrondissement (de 1833 à 1940)
| Période                                  | Période          | Identité                                | Étiquette | Qualité |
| ---------------------------------------- | ---------------- | --------------------------------------- | --------- | --- |
| 1833                                     | 1839             | M. Richard                              |           | Notaire, maire de La Roquebrussanne                                                                         |
|                                          |                  |                                         |           | |
| 1871                                     | 1874 (démission) | Jean-Baptiste Silvaire Chabert (1819-?) |           | Propriétaire, maire de Méounes                                                                              |
|                                          |                  |                                         |           | |
| 1919                                     | 1934             | Paulin Tourtin                          | Rad.      | Maire de Mazaugues                                                                                          |
| 1934                                     | 1940             | François Bonifai                        | SFIO      | Percepteur, Président du Conseil d'arrondissement (1937-1940)                                               |
| 1940                                     |                  |                                         |           | Les conseils d'arrondissement ont été suspendus par la loi du 12 octobre 1940 et n'ont jamais été réactivés |
| Les données manquantes sont à compléter. |                  |                                         |           | |

## Composition
Le canton de Roquebrussanne groupe huit communes et compte 21 232 habitants (recensement de 2010 sans doubles comptes).
| Nom                           | Code Insee | Intercommunalité        | Superficie (km2) | Population (dernière pop. légale) | Densité (hab./km2) |
| ----------------------------- | ---------- | ----------------------- | ---------------- | --------------------------------- | ------------------ |
| La Roquebrussanne (chef-lieu) | 83108      | CA de la Provence Verte | 37,05            | 2 540 (2014)                      | 69                 |
| Forcalqueiret                 | 83059      | CA de la Provence Verte | 10,33            | 2 755 (2014)                      | 267                |
| Garéoult                      | 83064      | CA de la Provence Verte | 15,75            | 5 403 (2014)                      | 343                |
| Mazaugues                     | 83076      | CA de la Provence Verte | 53,79            | 868 (2014)                        | 16                 |
| Méounes-lès-Montrieux         | 83077      | CA de la Provence Verte | 40,92            | 2 125 (2014)                      | 52                 |
| Néoules                       | 83088      | CA de la Provence Verte | 25,08            | 2 612 (2014)                      | 104                |
| Rocbaron                      | 83106      | CA de la Provence Verte | 20,28            | 4 718 (2014)                      | 233                |
| Sainte-Anastasie-sur-Issole   | 83111      | CA de la Provence Verte | 10,71            | 1 882 (2014)                      | 176                |

## Démographie
| 1962  | 1968  | 1975  | 1982  | 1990   | 1999   | 2006   | 2009 |
| ----- | ----- | ----- | ----- | ------ | ------ | ------ | ---- |
| 3 068 | 3 565 | 3 986 | 6 840 | 11 540 | 16 151 | 19 273 | -    |